# Dan ljubezni
»Dan ljubezni« je slovenska evrovizijska skladba skupine Pepel in kri iz leta 1975 in njihov drugi izdan single. Glasbo je napisal Tadej Hrušovar, besedilo pa Dušan Velkaverh, ki je dal skladbi tudi naslov. 
S 100.000 prodanimi izvodi velja za najbolje prodajan slovenski single (malo ploščo) vseh časov, na B-strani pa sicer se nahaja še skladba »Tvoj prvi rock'n roll«. Skladba pa je bila pod naslovom »A Day of Love« kot single izdana tudi v angleščini, in sicer na Švedskem in Nizozemskem. Še isto leto je bila skladba izdana tudi na njihovem istoimenskem debitantskem albumu pri RTV Ljubljana. 
Izvajala sta jo tudi Moskovski državni simfonični orkester in Londonski kraljevi filharmonični orkester.

## Snemanje
Dečo Žgur je bil aranžer in producent skladbe, posneto pa pod vodstvom Zorana Ažmana v Studiu 14, RTV Ljubljana. Dirigiral je Mario Rijavec, izvajalec glasbene spremljave pa Zabavni orkester RTV Ljubljana.
Napisana je bila posebej za glavno vokalistko Ditko Haberl, tedanjo Hrušovarjevo ženo, in ko sta se kasneje razšla, je tudi zapustila skupino. In po dolgih letih priznala, da ji skladba nikoli ni bila posebej pri srcu.

## Opatijski festival '75
15. februarja 1975 je skupina s to skladbo premierno nastopilal in predstavila na Opatijskem festivalu in povsem nepričakovano zmagala ter s tem pravico zastopanja tedanje Jugoslavije na Evroviziji.

## Evrovizija 1975
22. marca 1975, le dober mesec kasneje po zmagi v Opatiji, so s to skladbo nastopili na evrovizijski popevki v Stockholmu na Švedskem, kjer so zasedli sicer končno, ne tako bleščeče 13. mesto. 
Skladba »Dan ljubezni« je doživela številne priredbe, med drugim tudi v nemškem, angleškem in nenazadnje tudi v nizozemskem jeziku, kjer naj bi bila to skorajda njihova narodna pesem. 
Čeprav je imela skupina takrat 12 članov, jih je zaradi evrovizijskih pravil na odru lahko stalo le 6: Tadej Hrušovar, Ditka Haberl, Oto Pestner, Ivo Mojzer, Nada Žgur (Strune) in Palmira Klobas (Strune).

## Zasedba

### Produkcija
- Tadej Hrušovar – glasba
- Dušan Velkaverh – besedilo
- Dečo Žgur – producent, aranžma
- Zoran Ažman – tonski snemalec
- Zvonko Petrinec – mastering, miks
- Milan Ferlež – bottleneck slide kitara

### Studijska izvedba
- Mario Rijavec – dirigent
- Zabavni orkester RTV Ljubljana – glasbena spremljava
- Ditka Haberl – solo vokal (Opatija, Stockholm)
- Tadej Hrušovar –  vokal (Opatija, Stockholm)
- Dušan Velkaverh – vokal (Opatija)
- Oto Pestner – vokal (Opatija, Stockholm)
- Ivo Mojzer – vokal (Opatija, Stockholm)
- Janez Goršič – vokal (Opatija)
- Darko Rošker – vokal (Opatija)
- Nada Žgur (Strune) – spremljevalni vokal (Opatija, Stockholm)
- Palmira Klobas (Strune) – spremljevalni vokal (Opatija, Stockholm)
- Alenka Felicijan (Strune) – spremljevalni vokal (Opatija)
- Zvezdana Sterle (Strune) – spremljevalni vokal (Opatija)
- Simona Sila (Strune) – spremljevalni vokal (Opatija)

## Mala plošča
»Pesem ... Jaz bom rekla pesmica. Je enostavna,
z refrenom, ki se ponavlja in je bil zame vedno tako
pocukran. Ljudje so jo vzeli sicer za svojo, postala je
ljudska in danes malce že iztrošena. Ampak meni ni
segla do srca. In jaz, hvala bogu, ko sem izstopila iz
ansambla, jaz je še danes ne morem slišati... Žal.«

Ditka Haberl, Ditka Haberl, EMA 2021
NIZ vinilka
1. »A Day of Love« (A-stran) – 3:35
2. »Naj Bo Baby (It's So Baby)« (B-stran) – 3:24

ŠVE vinilka
1. »A Day of Love« (A-stran) – 3:35
2. »Naj Bo Baby (It's So Baby)« (B-stran) – 3:24

SLO vinilka
1. »Dan ljubezni« (A-stran) – 3:34
2. »Tvoj prvi rock'n roll« (B-stran) – 2:48

## Videospot
Poleg znanega živega evrovizijskega nastopa iz Stockholma, so posneli tudi uradni videospot v portoroški Forma vivi, kar je manj znano.

## Lestvice

### Tedenske lestvice
| Lestvica (2013)      | Najvišja uvrstitev |
| -------------------- | ------------------ |
| Slovenija (SloTop50) | 25                 |